# Tai-Kadai-Sprachen

Verbreitungsgebiete der Tai-Kadai-Sprachen.
Kadai/Kra
Kam–Sui
Bê
Hlai
Tai-Sprachen:
Nördliche Tai
Zentrale Tai
Südwestliche Tai

Die Tai-Kadai-Sprachen (auch Kra-Dai-Sprachen) sind eine Sprachfamilie von über 90 in Südostasien und im südlichen und zentralen China verbreiteten Sprachen mit annähernd 100 Millionen Sprechern. Tai-Kadai wird üblicherweise in die drei Hauptzweige Hlai, Kadai und Kam-Tai gegliedert.

## Klassifikation
Die Tai-Kadai-Sprachen gliedern sich gemäß der üblichen Klassifikation in die drei sehr ungleich großen Hauptzweige Hlai (oder Li), Kadai (auch  Kra oder Geyang genannt) und Kam-Tai (oder Zhuang-Dong). Dabei machen die Kam-Tai-Sprachen etwa 99 % der Gesamtsprecherzahl aus und gliedern sich ihrerseits in die Zweige Kam-Sui und Tai sowie die beiden Einzelsprachen Lakkia und Ong-Be.
Tai-Kadai (insgesamt 93–96 Sprachen, 81 Mio. Sprecher)
- Hlai bzw. Li (2–3 Sprachen, 720.000; im zentralen Bergland von Hainan (China))
- Kadai bzw. Kra oder Geyang (15–16 Sprachen, 100.000; im Norden Vietnams sowie in Guangxi, Yunnan und Guizhou (China))
- Kam-Tai bzw. Zhuang-Dong (74–78 Sprachen, 80 Mio.)
  - Kam-Sui (12 Sprachen, 2,2 Mio.; in Guangxi, Guizhou und Hunan (alle China))
  - Lakkia oder Lakkja (1 Sprache, 9.000; in Guangxi (China))
  - Ong Be bzw. Bê (1 Sprache, 600.000; in Hainan (China))
  - Tai bzw. Zhuang-Tai (60–61 Sprachen, 77 Mio.)
    - Nördliche Tai-Sprachen (13–19 Sprachen, 12,4 Mio.; in Guangxi, Yunnan, Guizhou und Hainan (alle China))
    - Zentrale Tai-Sprachen (7–10 Sprachen, 8 Mio.; in Nordostvietnam und Guangxi (China))
    - Südwestliche Tai-Sprachen (32–34 Sprachen, 57 Mio.; in Thailand, Laos, Nordkambodscha, Nordwestvietnam, Yunnan (China) und im Norden und Osten Myanmars)

Diese verbreitete Klassifikation wird von manchen Autoren kritisiert. Stattdessen wird vorgeschlagen, die Sprachenfamilie in zwei Hauptzweige einzuteilen, den nördlichen und den südlichen. Erstgenannter würde demnach die Kra- und Kam-Sui-Sprachen (die mit Lakkia den nordöstlichen Teilzweig bilden), letzterer die Hlai- und Tai-Sprachen (die mit Ong Be den Be-Tai-Zweig bilden) beinhalten.

## Wichtige Tai-Kadai-Sprachen
Die folgende Liste enthält alle Tai-Kadai-Sprachen mit mehr als einer Million Sprechern und ist nach Sprecherzahl sortiert. Angegeben ist die Sprecherzahl, falls bekannt die Zahl inklusive der Zweitsprecher (S2), und die Zuordnung zu der jeweiligen Unterfamilie des Tai-Kadai.
- Thailändisch (20 Mio. Muttersprachler, 40 Mio. Zweitsprachler, Südwest-Tai)
- Zhuang (16 Mio., sehr unterschiedliche, z. T. nicht gegenseitig verständliche Dialekte, die teils zum Nord-Tai-, teils zum Zentral-Tai-Zweig gehören)
- Isan (15 Mio., Südwest-Tai)
- Lanna (6 Mio., Südwest-Tai)
- Südthailändisch (4,5 Mio., Südwest-Tai)
- Laotisch (3 Mio. Muttersprachler, 1 Mio. Zweitsprachler, Südwest-Tai)
- Shan (3,3 Mio., Südwest-Tai)
- Bouyei (2,6 Mio., Nord-Tai)
- Tày (1,6 Mio., Zentral-Tai)
- Dong (1,5 Mio., Kam-Sui)

Der unten angegebene Weblink enthält sämtliche Tai-Kadai-Sprachen mit ihren aktuellen Sprecherzahlen und ihrer genetischen Klassifikation.

## Verwandtschaft mit anderen Sprachfamilien
Früher wurde von chinesischen Linguisten angenommen, dass die Tai-Kadai-Sprachen eine Untergruppe der sinotibetischen Sprachen bilden. Diese Ansicht gilt heute als widerlegt.
Der Linguist Paul K. Benedict stellte 1942 die Theorie auf, dass das Tai-Kadai (oder Daic) mit dem Austronesischen verwandt sei und mit ihm zusammen die sogenannte Austro-Tai-Sprachfamilie bilde. Aktuelle Vertreter dieser Theorie sind u. a. Laurent Sagart und Weera Ostapirat. Der Ursprung des Proto-Daic, einer Sprache einer Reis anbauenden Bevölkerung, liegt nach Blench in Taiwan, von wo aus die Verbreitung über Südchina erfolgte. Einer anderen Ansicht nach liegt der gemeinsame Ursprung des Austronesischen und der Tai-Kadai-Sprachen im südöstlichen China.
Der Linguist Alexander Vovin zeigt mit seiner Rekonstruktion und Analyse des Proto-Tai-Kadai und Altjapanischen, dass beide einen gemeinsamen Ursprung im südöstlichen China haben und Ähnlichkeiten auch zu den austronesischen Sprachen existieren.

## Typologische Bemerkungen
Die Tai-Kadai-Sprachen sind Tonsprachen mit drei bis neun kontrastierenden Tönen. Sie sind in der Regel monosyllabisch (einsilbige Wörter) und besitzen kaum Morphologie (Deklination, Konjugation). Die meisten Tai-Kadai-Sprachen haben die Satzstruktur SVO (Subjekt-Verb-Objekt), in Ausnahmefällen auch SOV. Attribute und andere nominale Ergänzungen stehen hinter dem Nomen, das sie näher beschreiben.
Für Proto-Tai-Kadai können zweisilbige Wortstämme rekonstruiert werden. Die Reduktion zu einsilbigen Formen ist eine rezente Entwicklung in den heutigen Einzelsprachen.